# FBT-2
FBT-2 (به انگلیسی: Fletcher_FBT-2) یک هواگرد ملخ‌پیشین تک‌موتوره از نوع هواگرد آموزشی ساخت شرکت Fletcher است. هواگرد FBT-2 نخستین پروازش را در ۱۹۴۱ میلادی انجام داد. در مجموع، تعداد ۱۱ فروند از این هواگرد ساخته شده‌است.
طراح این هواگرد، Wendell Fletcher بود.